# Lakhantari
Lakhantari (nep. लखन्तरी) – gaun wikas samiti we wschodniej części Nepalu w strefie Kośi w dystrykcie Morang. Według nepalskiego spisu powszechnego z 2001 roku liczył on 816 gospodarstw domowych i 4007 mieszkańców (1965 kobiet i 2042 mężczyzn).